# アンダーソン・リージョナル・トランスポーテーション・センター
アンダーソン・リージョナル・トランスポーテーション・センター（英語：Anderson Regional Transportation Center ）は、アメリカ合衆国マサチューセッツ州ウーバン アトランティック・アヴェニュー100にある駅。 全米各地を結ぶ旅客鉄道のアムトラックおよびボストンの近郊輸送を担うマサチューセッツ湾交通局 (MBTA) ヘイブリル線とローウェル線が乗り入れている。

## 概要
アムトラックとマサチューセッツ湾交通局（MBTA）のウーバン駅はアンダーソン・リージョナル・トランスポーテーション・センター（ARTC）と呼ばれ、ローガン空港行きシャトルバスも乗り入れている。秋には、紅葉により豊かなオレンジ、黄色、金色、および赤のつかの間のモザイクを生成するように見事な景色を乗客に見せる。旅客鉄道支援団体の「トレインライダーズ・ノースイースト」のボランティアが列車、駅、沿線の街についての有益なアドバイスをして、ダウンイースター号の乗客を支援するおもてなしプログラムを行っている。
アンダーソン・リージョナル・トランスポーテーション・センターは2001年にダウンイースター号の運行開始に伴い開業した。
ウーバンは既に通勤鉄道の駅があったが、当駅(センター)は、すべての地域輸送サービスを満たすことができる交通結節点となっている。2本の州間高速道路が近接しており、十分な駐車場が用意されていることにより駅に自分の車を駐車してボストン中心部に鉄道を利用して通勤する乗客となるよう勧めている。
約13.76ヘクタールの施設は大きな再開発プロジェクトの一部分として計画された。1,000万ドルの費用はマサチューセッツ湾交通局、マサチューセッツ州運輸省 (MassDOT)、マサチューセッツ州港湾局が負担した。また、マサチューセッツ湾交通局は駅付近の線路改良に700万ドル費やした。当駅(センター)の名は汚染された水源を使用した水道水に含まれていた化学物質より白血病に罹り死亡した少年「ジミー・アンダーソン」が由来となっている。この経緯は『シビル・アクション －ある水道汚染訴訟』ジョナサン・ハー著に詳しい。

## 利用可能な鉄道路線／列車
アムトラックの停車する列車は下記の通り。
ブランズウィック / ポートランドとボストン間の昼行短距離列車ダウンイースター号 …1日5往復
マサチューセッツ湾交通局 (MBTA) の停車する列車は下記の通り。 
ボストンとヘイブリル間のヘイブリル線 …ヘイブリル方面 1本/日 停車 (平日) 
ボストンとローウェル間のローウェル線 …ボストン方面 27本/日、ローウェル方面 24本/日 停車 (平日) 

## バス
当駅から乗車できるバスは以下の通り。
空港バス： マサチューセッツ州港湾局 (Massport Logan Express)  …ローガン空港行き